# Actorthia lacteipennis
Actorthia lacteipennis är en tvåvingeart som först beskrevs av Becker 1913.  Actorthia lacteipennis ingår i släktet Actorthia och familjen stilettflugor. Inga underarter finns listade i Catalogue of Life.